# Liste des évêques et archevêques de Prague
Cette liste concerne les évêques et archevêques de Prague. L'archidiocèse de Prague est créé comme évêché en 973, et élevé à l'archiépiscopat le 30 avril 1344. Les noms de ces prélats sont donnés en tchèque, avec version française ou autre lorsqu'il convient.

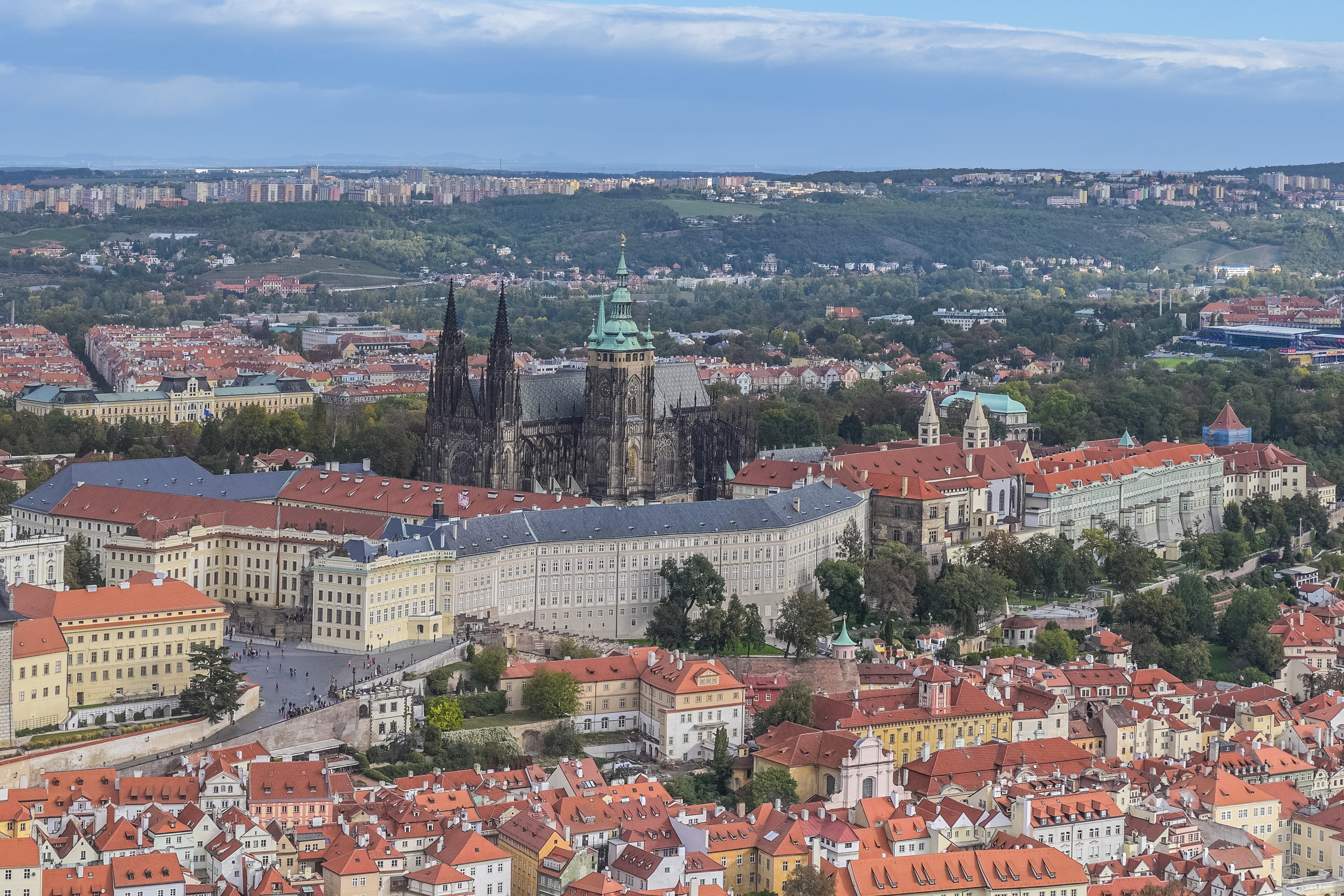
Vue aérienne de la cathédrale Saint-Guy de Prague, située entièrement dans l'enceinte du château de Prague.

## Évêques de Prague
| Succession | Nom                                    | Dates de l'épiscopat               |
| ---------- | -------------------------------------- | ---------------------------------- |
| 1.         | Dětmar (Thietmar, Dietmar)             | 973–982                            |
| 2.         | St. Vojtěch (Adalbert de Prague)       | 982–996                            |
|            | Kristian (Strachkvas)                  | 996 (mort pendant sa consécration) |
| 3.         | Thiddag (Deodatus)                     | 998–1017                           |
| 4.         | Ekkhard (Ekkehard, Ekhard, Helicardus) | 1017–1023                          |
| 5.         | Hyza (Hyzo, Hizzo, Izzo)               | 1023–1030                          |
| 6.         | Šebíř (Severus)                        | 1030–1067                          |
| 7.         | Gebhart (Gebehard, Jaromír)            | 1068–1089                          |
| 8.         | Kosmas                                 | 1090–1098                          |
| 9.         | Heřman                                 | 1099–1122                          |
| 10.        | Menhart (Meinhard)                     | 1122–1134                          |
| 11.        | Jan I                                  | 1134–1139                          |
|            | Silvestr                               | 1139–1140 (abdique)                |
| 12.        | Ota (Otto)                             | 1140–1148                          |
| 13.        | Daniel I                               | 1148–1167                          |
|            | Gotpold (Goltpold, Gothard, Hotart)    | 1168 (mort avant installation)     |
| 14.        | Bedřich z Puttendorfu                  | 1168–1179                          |
| 15.        | Valentin (Vališ)                       | 1179–1182                          |
| 16.        | Jindřich Břetislav                     | 1182–1197                          |
| 17.        | Daniel II (Milík z Talmberka)          | 1197–1214                          |
| 18.        | Ondřej                                 | 1214–1224                          |
| 19.        | Pelhřim (Peregrin) z Vartenberka       | 1124–1125                          |
| 20.        | Budilov (Budivoj, Budislav)            | 1225–1226                          |
| 21.        | Jan II                                 | 1226–1236                          |
| 22.        | Bernhard (Buchard) Kaplíř ze Sulevic   | 1236–1240                          |
| 23.        | Mikuláš z Reisenburku                  | 1240–1258                          |
| 24.        | Jan III z Dražic                       | 1258–1278                          |
| 25.        | Tobiáš z Bechyně                       | 1278–1296                          |
| 26.        | Řehoř Zajíc z Valdeka                  | 1296–1301                          |
| 27.        | Jan IV z Dražic                        | 1301–1343                          |
| 28.        | Arnošt z Pardubic                      | 1343–1344                          |

## Archevêques de Prague
| Succession | Nom                                                   | Dates de l'archiépiscopat           |
| ---------- | ----------------------------------------------------- | ----------------------------------- |
| 1.         | Arnošt z Pardubic                                     | 1344–1364                           |
| 2.         | Cardinal Jan Očko z Vlašimi                           | 1364–1379                           |
| 3.         | Jan z Jenštejna                                       | 1379–1396                           |
| 4.         | Olbram ze Škvorce (Wolfram de Škvorce)                | 1396–1402                           |
|            | Mikuláš Puchník z Černic                              | 1402 (mort avant consécration)      |
| 5.         | Zbyněk Zajíc z Hasenburka                             | 1403–1411                           |
| 6.         | Sigismund Albicus                                     | 1411–1412                           |
| 7.         | Konrád z Vechty                                       | 1413–1421/1431                      |
|            | sede vacante                                          | 1421–1561                           |
| 8.         | Antonín Brus z Mohelnice                              | 1561–1580                           |
| 9.         | Martin Medek z Mohelnice                              | 1581–1590                           |
| 10.        | Cardinal Zbyněk Berka z Dubé                          | 1592–1606                           |
| 11.        | Karel Graf von Lamberk                                | 1607–1612                           |
| 12.        | Johann Lohel                                          | 1612–1622                           |
| 13.        | Cardinal Arnošt Vojtěch Graf von Harrach              | 1623–1667                           |
|            | Johann Wilhelm Graf von Liebstein von Kolovrat        | 1667–1668 (mort avant consécration) |
| 14.        | Matouš Ferdinand Sobek (Zoubek) z Bílenberka          | 1669–1675                           |
| 15.        | Jan Bedřich Graf von Waldstein                        | 1675–1694                           |
| 16.        | Jan Josef Graf von Breuner                            | 1695–1710                           |
| 17.        | Ferdinand Graf von Khünburg                           | 1713–1731                           |
| 18.        | Daniel Josef Mayer z Mayernu                          | 1732–1733                           |
|            | Jan Adam Vratislav z Mitrovic                         | 1733 (mort avant confirmation)      |
| 19.        | Johann Moriz Gustav Graf von Manderscheid–Blankenheim | 1733–1763                           |
| 20.        | Antonín Petr hrabě Příchovský z Příchovic             | 1764–1793                           |
| 21.        | Wilhelm Florentin Fürst von Salm                      | 1793–1810                           |
| 22.        | Václav Leopold Chlumčanský z Přestavlk a Chlumčan     | 1815–1830                           |
| 23.        | Alois Josef hrabě Krakovský z Kolovrat                | 1831–1833                           |
| 24.        | Andreas Alois Ankwicz von Skarbek-Poslawice (de)      | 1834–1838                           |
| 25.        | Alois Josef svobodný pán Schrenk                      | 1838–1849                           |
| 26.        | Cardinal Friedrich Joseph zu Schwarzenberg            | 1849–1885                           |
| 27.        | Cardinal Franziskus von Paula Graf von Schönborn      | 1885–1899                           |
| 28.        | Cardinal Lev Skrbenský z Hříště                       | 1899–1916                           |
| 29.        | Pavel Graf von Huyn                                   | 1916–1919                           |
| 30.        | František Kordač                                      | 1919–1931                           |
| 31.        | Cardinal Karel Kašpar                                 | 1931–1941                           |
| 32.        | Cardinal Josef Beran                                  | 1946–1969                           |
| 33.        | Cardinal František Tomášek                            | 1977–1991                           |
| 34.        | Cardinal Miloslav Vlk                                 | 1991-2010                           |
| 35.        | Cardinal Dominik Duka                                 | 2010-2022                           |
| 36.        | Jan Graubner                                          | 2022-...                            |

## Source
- (en) Cet article est partiellement ou en totalité issu de l’article de Wikipédia en anglais intitulé « List of bishops and archbishops of Prague » (voir la liste des auteurs).